# Remote Control (The Clash)
Remote Control è un singolo della band The Clash, inserito nel loro album di debutto The Clash, e tratta il tema della lotta contro l'oppressione ed il conformismo.

## Il brano
La canzone è stata scritta da Mick Jones dopo il disastroso Anarchy Tour insieme ai Sex Pistols ed ai Damned è contiene alcune precise e feroci critiche contro il comportamento dei dipendenti dei comuni che avevano cancellato numerosi concerti del tour, e contro le forze dell'ordine ed in particolare contro le case discografiche. È inoltre espressamente citata la compagnia EMI che fece fallire definitivamente il tour togliendo tutto il suo appoggio.
Tecnicamente la canzone è considerata una delle più raffinate sia per le musiche che per il testo (rappresenta una delle prime evoluzioni dei Clash da classica band punk - come i Sex Pistols - al gruppo capace di suonare e mischiare tanti generi musicali che diverrà qualche anno dopo). Ciò nonostante venne quasi disconosciuto dalla band a causa della decisione dell'etichetta CBS di pubblicare il singolo senza il loro consenso, diventando un simbolo dell'arroganza delle compagnie discografiche contro cui combattevano.
Ed infatti nella versione americana del loro primo album venne inserita la canzone Complete Control che alla prima strofa recitava: they said release Remote Control, but we didn't want it on the label.

## Tracce
- Lato A

1. Remote Control - 3:01

- Lato B

1. London's Burning (live) - 2:12
2. London's Burning (solo sull'edizione tedesca del 7") - 2:10

## Formazione
- Joe Strummer - voce e chitarra ritmica
- Mick Jones - chitarra solista e voce
- Paul Simonon - basso e voce
- Terry Chimes - batteria